# 1555 Dejan
Az 1555 Dejan (ideiglenes jelöléssel 1941 SA) a Naprendszer kisbolygóövében található aszteroida. Fernand Rigaux fedezte fel 1941. szeptember 15-én.